# Język mesapijski
Język mesapijski – wymarły język indoeuropejski, używany w starożytności przez Messapiów i Japygów na obszarze południowo-wschodniej Italii (dzisiejszy włoski region Apulia). Zachowało się blisko 300 inskrypcji w tym języku, przede wszystkim antroponiów, zapisanych w alfabecie wywodzącym się z formy jońskiej alfabetu greckiego, datowanych na VI–I wiek p.n.e. Niewiele wiadomo o jego historii i strukturze. Sugerowany jest bliski związek z językiem ilirskim używanym na obszarze zachodnich Bałkanów.